# Црква Св. Пророка Илије у Ражњу
Црква Св. Пророка Илије у Ражњу са покретним стварима у њој које су од посебног културног и историјског значаја, налази се на територији општине Ражањ, Партизанска улица бб, у приватној својини. Саграђена је 1841., а обновљена 1930-32. године.
На основу одлуке Владе Републике Србије 2005. године додаје се на списак Завода за заштиту споменика културе у Нишу и заведена је као непокретно културно добро: споменик културе.

## Архитектура
Црква Св. Пророка Илије у Ражњу једнобродна је грађевина са триконхалном апсидом која је засведена полуобличастим сводом. Унутрашњост цркве је подељена са три пара пиластера на олтарски део, певнички простор и наос, чији западни део покрива дрвена галерија. Фасаде оплемењују два лучно завршена портала, уоквирена каменим рамовима са лозицама и крстом у центру изведеним у плитком рељефу и седам нанаметљиво профилисаних лучних прозорских отвора.
Аутор унутрашњих зидова осликаних 1940. године је Драгољуб Стојковић из Алексинца. Иконостас је једноставне дрвене конструкције. Постављен је 1930. године, а иконе су изведене техником темпере на дрвету и датирају од средине 19. века.
Црква Св. Пророка Илије, пре свега својим архитектонским елементима представља карактеристичан пример сакралног градитељства у Србији Милошевог времена, какав се ретко среће у овом крајевима.